# Virtually Heroes
Pour plus de détails, voir Fiche technique et Distribution.
Virtually Heroes est un film américain réalisé par G.J. Echternkamp, sorti en 2013.

## Synopsis
Deux personnages de jeu vidéo dans le genre de Call of Duty mènent une existence frustrante.

## Fiche technique
- Titre : Virtually Heroes
- Réalisation : G.J. Echternkamp
- Scénario : Matt Yamashita
- Photographie : James Mann
- Montage : G.J. Echternkamp
- Production : G.J. Echternkamp et Roger Corman (producteur délégué)
- Société de production : New Horizons Picture
- Pays :  États-Unis
- Genre : Action, comédie et guerre
- Durée : 82 minutes
- Dates de sortie : 
  - États-Unis : 18 janvier 2013 (Festival du film de Sundance)

## Distribution
- Robert Baker : Books
- Brent Chase : Nova
- Katie Savoy : Jennifer
- Mark Hamill : Monk
- Ben Messmer : Merk
- Kevin Trang : le général Tran
- Theo Breaux : le PNJ
- Allen Theosky Rowe : Nguyen
- Kiana Kim : Stripper
- Kevin Chambers : Dang
- Isaac C. Singleton Jr. : Bebop
- Matt Lasky : Rocksteady
- Sam Medina : le lieutenant Ho
- Jenson Cheng : le lieutenant Pham
- Edwin H. Bravo : Lam
- Nathan G. Johnson : Bryce Huntington
- Gregory North : le général Peters
- Matthew Tilley : Matt Stevenson

## Production
Le film utilise de manière extensive des rushs de films de guerre produit par New Horizons Picture, la société du prolifique producteur Roger Corman.